# Skeppsholmskvarnen

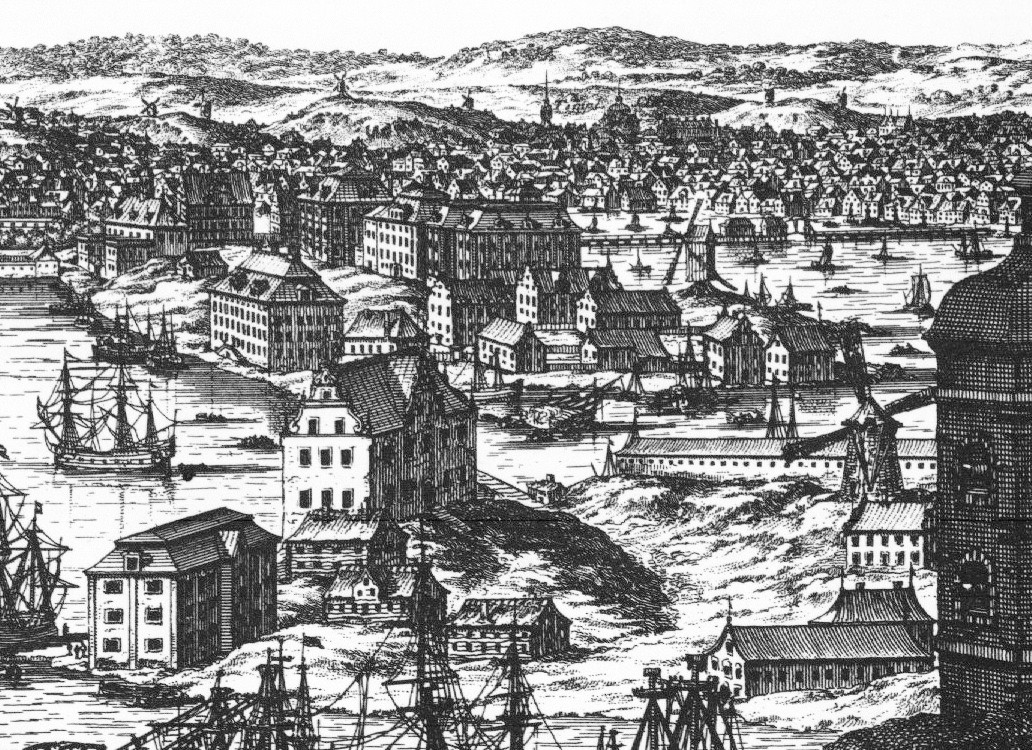
Detalj ur Svecia Antiqua et Hodierna. Vy mot nordväst, närmast syns Skeppsholmskvarnen och i bakgrunden Holmkvarnen på Blasieholmen, 1670-tal.

Skeppsholmskvarnen var amiralitetskollegiets väderkvarn på Skeppsholmen i Stockholm. Den restes på 1600-talet främst för att bearbeta flottans hampa till segelduksproduktionen, men revs innan 1600-talets slut efter att den svenska flottbasen flyttats till Karlskrona. 

## Historik

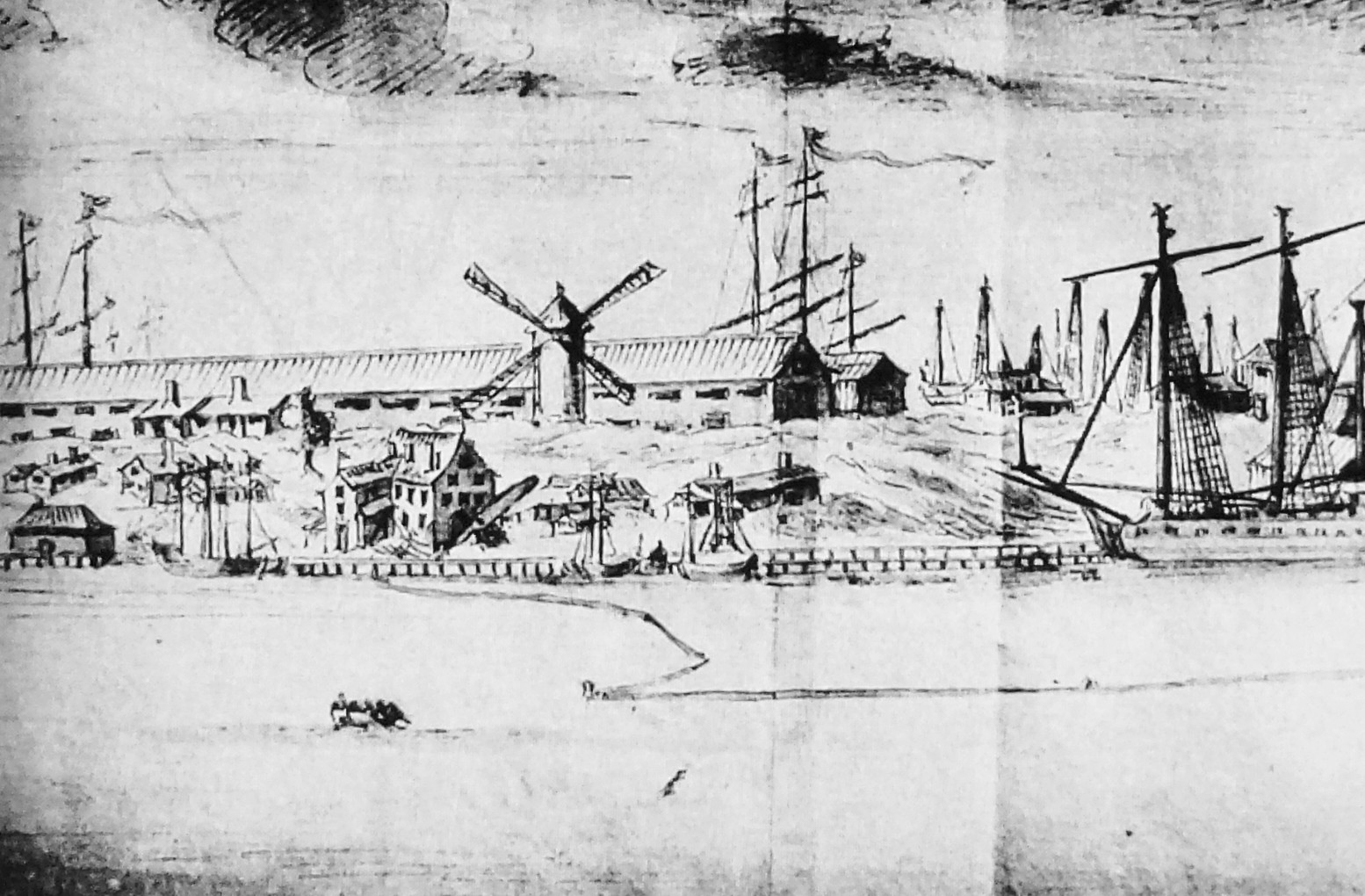
Kvarnen enligt Magalotti, 1674

År 1634 bildades det så kallade amiralitetskollegiet då marinstaben flyttade ut från nuvarande Blasieholmen till Skeppsholmen som blev Stockholms örlogsbas. På holmens högsta punkt, där Skeppsholmskyrkan nu ligger restes 1666 en väderkvarn av holländsktyp. Det är den äldsta kända kvarnen av denna typ i Stockholm. Kvarnen användes dels för att såga bräder och "krumpet virke" men huvudsakligen för att stampa, det vill säga bearbeta, hampan som användes i tillverkningen av flottans segeldukar. Kvarnen fick också användas till att mala säd, men endast till amiralitetskollegiet. Varvet flyttades 1680 till Karlskrona och kvarnen miste därmed sin funktion. Den revs vid mitten av 1690-talet. Vid Karl XI:s begravning 1697 var kvarnen borta och på dess plats stod 26 salutkanoner.
Kvarnen finns avbildad i planschverket Suecia antiqua et hodierna från omkring 1670-90. Den avbildades även på en lavyr av den florentinske diplomaten Lorenzo Magalotti omkring 1674.
I amiralitetens tjänst stod förutom Skeppholmskvarnen ytterligare tre kvarnar. Dessa var "Kronkvarnen" (även kallad "Cronan"), som stod vid nuvarande Artillerigatan (tidigare "Kronans Väderkvarnsgatan") och  "Grynkvarnen i Kungsgården", alltså Kronobageriet vid Sibyllegatan samt kvarnen Schultan, som stod vid dagens Karlaplan.